# Jet Solidaire
Jet Solidaire es un corredor de aviones privados con sede en Issy-les-Moulineaux (Francia). Se ha encontrado en 2014 en París.
Como corredor en línea, la compañía no posee ningún avión, sino que conecta a los operadores y propietarios de jets privados con clientes finales de jets privados para proporcionar vuelos más cortos bajo demanda y servicios de vuelos de tramo vacío.

## Historia
La empresa fue fundada en octubre de 2014 por Sébastien Dequenne, exdirector de Luxaviation. La empresa tiene una característica única en el mundo de la aviación comercial: es una empresa social, con actividades sociales en asociación con ONG. El 25% de sus beneficios se destinan a la lucha contra la pobreza. La empresa ofrece a sus clientes compensar sus emisiones de CO2 con la Fundación GoodPlanet, pero también compensar el coste de su viaje haciendo donaciones a asociaciones o fundaciones que luchan contra la pobreza y la exclusión, como la Fundación Caritas France, Aviation Sans Frontières y Les Avions du Bonheur. Además, Jet Solidaire utiliza vuelos vacíos para invitar a personas en necesidad de reinserción en colaboración con Les Enfants du Canal.

## Modelo de negocio
Jet Solidaire opera como un corredor en línea, enfocándose en alquilar aviones privados a precios competitivos en el mercado. La compañía conecta a los propietarios de jets con clientes finales de jets privados. El equipo de Jet Solidaire utiliza tecnología patentada para ayudar a encontrar opciones adecuadas para los clientes.